# Чемпионат СССР по вольной борьбе 1982
38-й Чемпионат СССР по вольной борьбе проходил в Орджоникидзе с 10 по 13 июня 1982 года. В соревнованиях участвовал 221 борец.

## Медалисты
| Весовая категория   | Золото                                     | Серебро                                           | Бронза                                           |
| ------------------- | ------------------------------------------ | ------------------------------------------------- | ------------------------------------------------ |
| Наилегчайший вес    | Сергей Корнилаев «Труд» (Москва)           | Сергей Карамчаков «Трудовые Резервы» (Красноярск) | Василий Гоголев Вооружённые Силы (Якутск)        |
| Легчайший вес       | Тельман Мамедов «Урожай» (Харьков)         | Алексей Диодоров Вооружённые Силы (Москва)        | Иннокентий Аянитов «Трудовые Резервы» (Якутск)   |
| Полулёгкий вес      | Анатолий Белоглазов «Динамо» (Киев)        | Руслан Караев Вооружённые Силы (Махачкала)        | Гурген Багдасарян Вооружённые Силы (Ереван)      |
| Лёгкий вес          | Сергей Белоглазов «Динамо» (Киев)          | Сиражудин Аюбов «Спартак» (Черкесск)              | Иван Григорьев «Труд» (Чебоксары)                |
| 1-й полусредний вес | Давид Гигаури «Буревестник» (Тбилиси)      | Михаил Харачура «Динамо» (Жданов)                 | Гамзат Яхьяев «Спартак» (Махачкала)              |
| 2-й полусредний вес | Руслан Бадалов «Спартак» (Грозный)         | Юрий Воробьёв «Динамо» (Москва)                   | Георгий Макасарашвили Вооружённые Силы (Тбилиси) |
| 1-й средний вес     | Таймураз Дзгоев «Спартак» (Черкесск)       | Григорий Данько «Динамо» (Киев)                   | Владимир Модосян «Динамо» (Красноярск)           |
| 2-й средний вес     | Владимир Батня «Динамо» (Красноярск)       | Санасар Оганисян «Спартак» (Москва)               | Анатолий Тавгазов «Спартак» (Орджоникидзе)       |
| Полутяжёлый вес     | Илья Мате Вооружённые Силы (Донецк)        | Аслан Хадарцев «Трудовые Резервы» (Наманган)      | Раш Хутаба «Динамо» (Сухуми)                     |
| Тяжёлый вес         | Салман Хасимиков Вооружённые Силы (Москва) | Борис Бигаев Вооружённые Силы (Киев)              | Джамал Тариеладзе «Динамо» (Тбилиси)             |